# Dying for the World
Dying for the World è il decimo album della band heavy metal W.A.S.P., pubblicato nel 2002. È stato dedicato a tutte le vittime della tragedia dell'11 settembre 2001.

## Tracce
1. Shadow Man - 5:34
2. My Wicked Heart - 5:38
3. Black Bone Torso - 2:15
4. Hell for Eternity - 4:38
5. Hallowed Ground - 5:54
6. Revengeance - 5:20
7. Trail of Tears - 5:50
8. Stone Cold Killers - 4:56
9. Rubber Man - 4:25
10. Hallowed Ground (Acoustic) (Take 5) - 6:08

## Formazione
- Blackie Lawless - voce, chitarra
- Darrell Roberts - chitarra
- Mike Duda - basso, coro
- Frankie Banali - batteria
- Stet Howland - batteria, coro